# The Go-Getters
The Go-Getters è un film commedia canadese del 2018 diretto da Jeremy Lalonde e interpretato da Aaron Abrams e Tommie-Amber Pirie.

## Trama
Un ubriacone fannullone e una prostituta drogata uniscono le forze per affrontare la città.
L'uno contro l'altro e i propri difetti personali mentre cercano di truffare 98 dollari per i biglietti del autobus fuori città.

## Riconoscimenti
Canadian Comedy Award - 2019
- Candidatura per la migliore interpretazione in un lungometraggio a Tommie-Amber Pirie
- Candidatura per la miglior regia di un lungometraggio a Jeremy Lalonde
- Candidatura per la migliore sceneggiatura in un film a Aaron Abrams, Brendan Gall